# Sotteville-lès-Rouen
Pour les articles homonymes, voir Sotteville.
Sotteville-lès-Rouen, couramment appelée Sotteville, est une commune française située dans le département de la Seine-Maritime en région Normandie.
Elle est située sur la rive gauche de la Seine.

## Géographie

### Localisation
Sotteville-lès-Rouen est une ville de l'agglomération rouennaise, jouxtant au sud Rouen (quartier Centre-Ville – Rive gauche) et située en rive gauche de la Seine. La commune fait partie de la Métropole Rouen Normandie.

### Communes limitrophes
Les communes limitrophes sont  Amfreville-la-Mi-Voie, Bonsecours, Le Grand-Quevilly, Le Petit-Quevilly, Rouen et Saint-Étienne-du-Rouvray.

### Hydrographie
La commune est située dans le bassin Seine-Normandie. Elle est drainée par la Seine,.
La Seine, qui prend sa source à Source-Seine, en Côte-d'Or, sur le plateau de Langres, traverse le département avec de larges méandres sur son flanc sud et se jette dans la Manche entre Le Havre et Honfleur. 

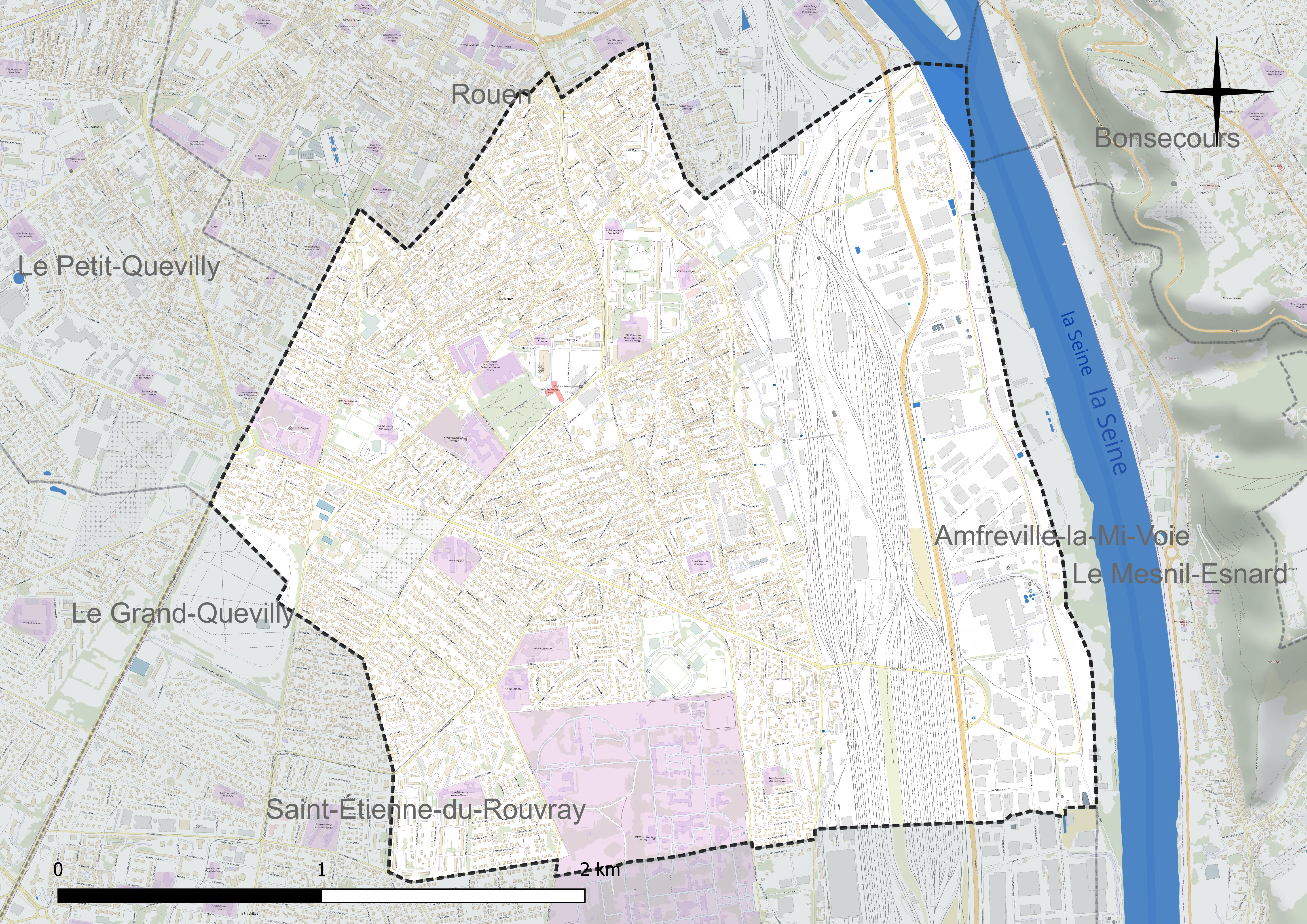
Réseau hydrographique de Sotteville-lès-Rouen.

### Climat
Pour des articles plus généraux, voir Climat de la Normandie et Climat de la Seine-Maritime.
En 2010, le climat de la commune est de type climat océanique altéré, selon une étude du CNRS s'appuyant sur une série de données couvrant la période 1971-2000. En 2020, Météo-France publie une typologie des climats de la France métropolitaine dans laquelle la commune est exposée à un climat océanique et est dans la région climatique Côtes de la Manche orientale, caractérisée par un faible ensoleillement (1 550 h/an) ; forte humidité de l’air (plus de 20 h/jour avec humidité relative > 80 % en hiver), vents forts fréquents. Parallèlement le GIEC normand, un groupe régional d’experts sur le climat, différencie quant à lui, dans une étude de 2020, trois grands types de climats pour la région Normandie, nuancés à une échelle plus fine par les facteurs géographiques locaux. La commune est, selon ce zonage, exposée à un « climat contrasté des collines », correspondant au Pays d’Auge, Lieuvin et Roumois, moins directement soumis aux flux océaniques et connaissant toutefois des précipitations assez marquées en raison des reliefs collinaires qui favorisent leur formation.
Pour la période 1971-2000, la température annuelle moyenne est de 11 °C, avec une amplitude thermique annuelle de 13,4 °C. Le cumul annuel moyen de précipitations est de 788 mm, avec 12,2 jours de précipitations en janvier et 8,1 jours en juillet. Pour la période 1991-2020, la température moyenne annuelle observée sur la station météorologique la plus proche, située sur la commune de Rouen à 4 km à vol d'oiseau, est de 12,6 °C et le cumul annuel moyen de précipitations est de 817,9 mm,. Pour l'avenir, les paramètres climatiques de la commune estimés pour 2050 selon différents scénarios d'émission de gaz à effet de serre sont consultables sur un site dédié publié par Météo-France en novembre 2022.

## Urbanisme

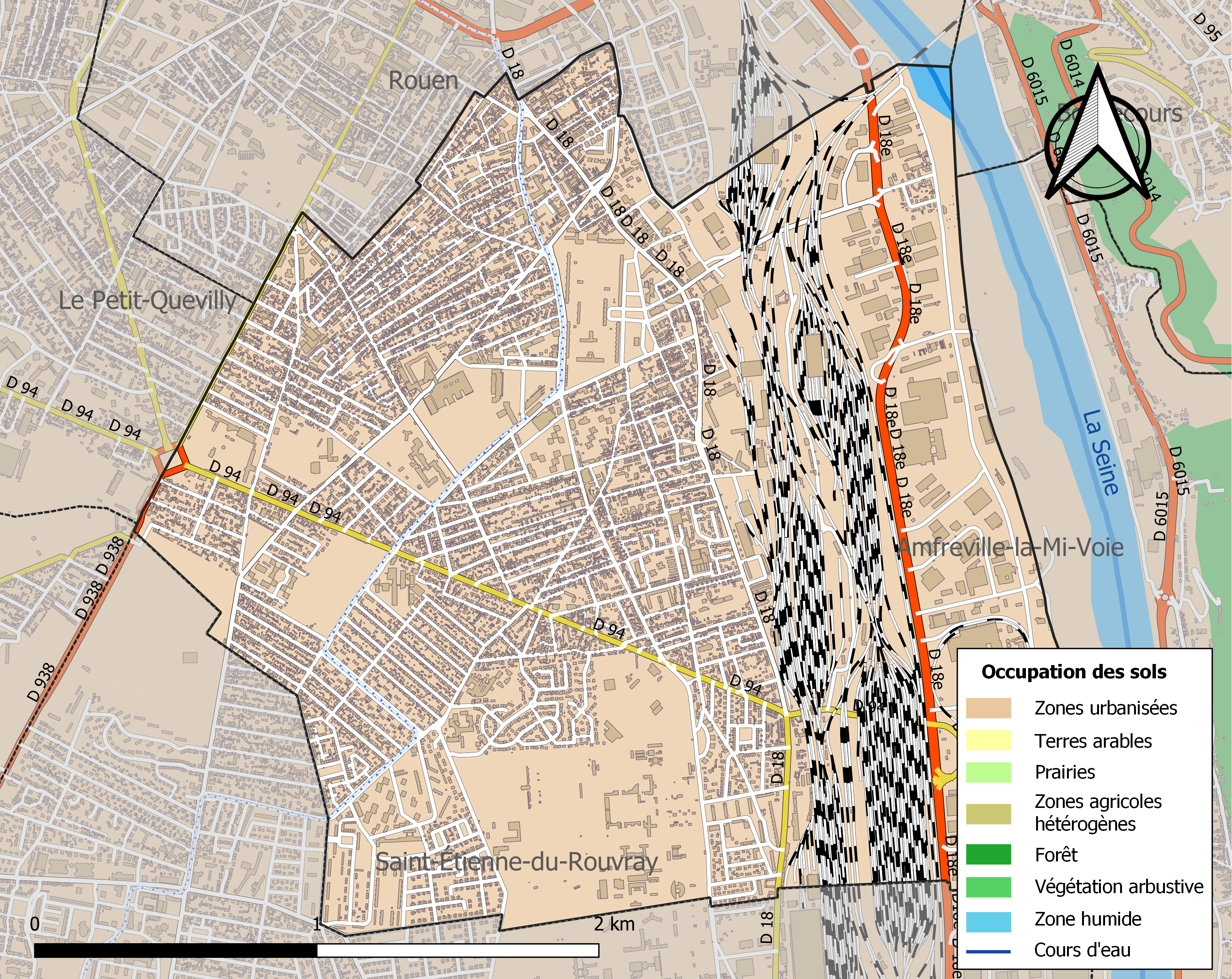
Carte des infrastructures et de l'occupation des sols de la commune en 2018 (CLC).

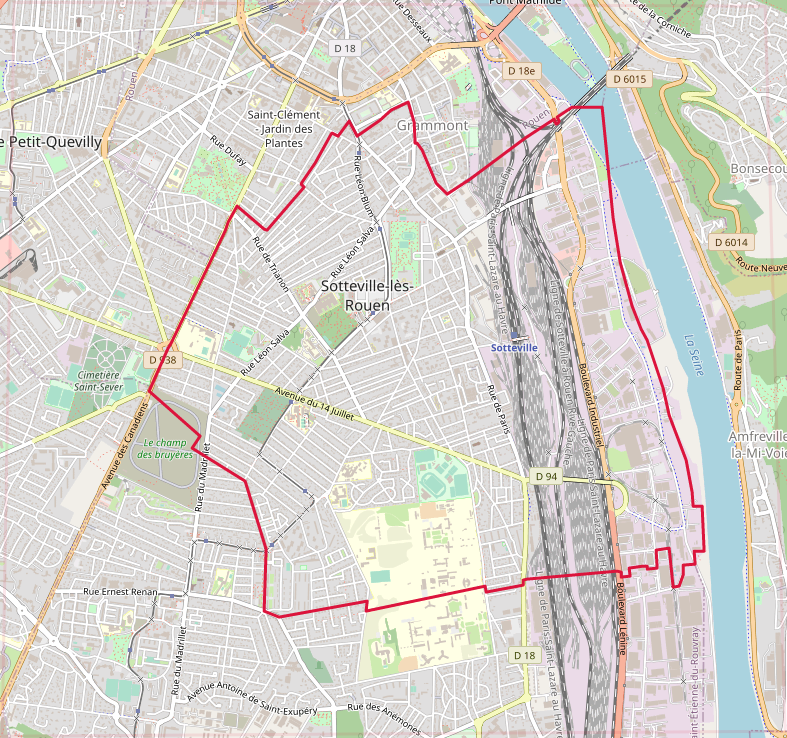
Carte topographique et des infrastructures de transport de la commune en 2020.

### Typologie
Au 1er janvier 2024, Sotteville-lès-Rouen est catégorisée grand centre urbain, selon la nouvelle grille communale de densité à sept niveaux définie par l'Insee en 2022.
Elle appartient à l'unité urbaine de Rouen, une agglomération inter-départementale regroupant 50  communes, dont elle est une commune de la banlieue,,. Par ailleurs la commune fait partie de l'aire d'attraction de Rouen, dont elle est une commune du pôle principal,. Cette aire, qui regroupe 317 communes, est catégorisée dans les aires de 200 000 à moins de 700 000 habitants,.

### Occupation des sols
L'occupation des sols de la commune, telle qu'elle ressort de la base de données européenne d’occupation biophysique des sols Corine Land Cover (CLC), est marquée par l'importance des territoires artificialisés (99,8 % en 2018), une proportion identique à celle de 1990 (99,8 %). La répartition détaillée en 2018 est la suivante :
zones urbanisées (59,1 %), zones industrielles ou commerciales et réseaux de communication (40,2 %), espaces verts artificialisés, non agricoles (0,5 %), eaux continentales (0,2 %). L'évolution de l’occupation des sols de la commune et de ses infrastructures peut être observée sur les différentes représentations cartographiques du territoire : la carte de Cassini (XVIIIe siècle), la carte d'état-major (1820-1866) et les cartes ou photos aériennes de l'IGN pour la période actuelle (1950 à aujourd'hui).

### Habitat et logement
En 2020, le nombre total de logements dans la commune était de 14 895, alors qu'il était de 14 222 en 2015 et de 14 121 en 2010.
Parmi ces logements, 92 % étaient des résidences principales, 1,4 % des résidences secondaires et 6,6 % des logements vacants. Ces logements étaient pour 50,3 % d'entre eux des maisons individuelles et pour 49,2 % des appartements.
Le tableau ci-dessous présente la typologie des logements à Sotteville-lès-Rouen en 2020 en comparaison avec celle de la Seine-Maritime et de la France entière. Une caractéristique marquante du parc de logements est ainsi une proportion de résidences secondaires et logements occasionnels (1,4 %) inférieure à celle du département (4,1 %) et à celle de la France entière (9,7 %). Concernant le statut d'occupation de ces logements, 49,3 % des habitants de la commune sont propriétaires de leur logement (49,7 % en 2015), contre 53 % pour la Seine-Maritime et 57,5 pour la France entière.
| Typologie                                               | Sotteville-lès-Rouen | Seine-Maritime | France entière |
| ------------------------------------------------------- | -------------------- | -------------- | -------------- |
| Résidences principales (en %)                           | 92                   | 87,9           | 82,1           |
| Résidences secondaires et logements occasionnels (en %) | 1,4                  | 4,1            | 9,7            |
| Logements vacants (en %)                                | 6,6                  | 8,1            | 8,2            |

La commune, tenue par l'article 55 de la loi SRU de disposer d'au moins 20 % de logements sociaux, respecte ses obligations.

### Voies de communication et transports

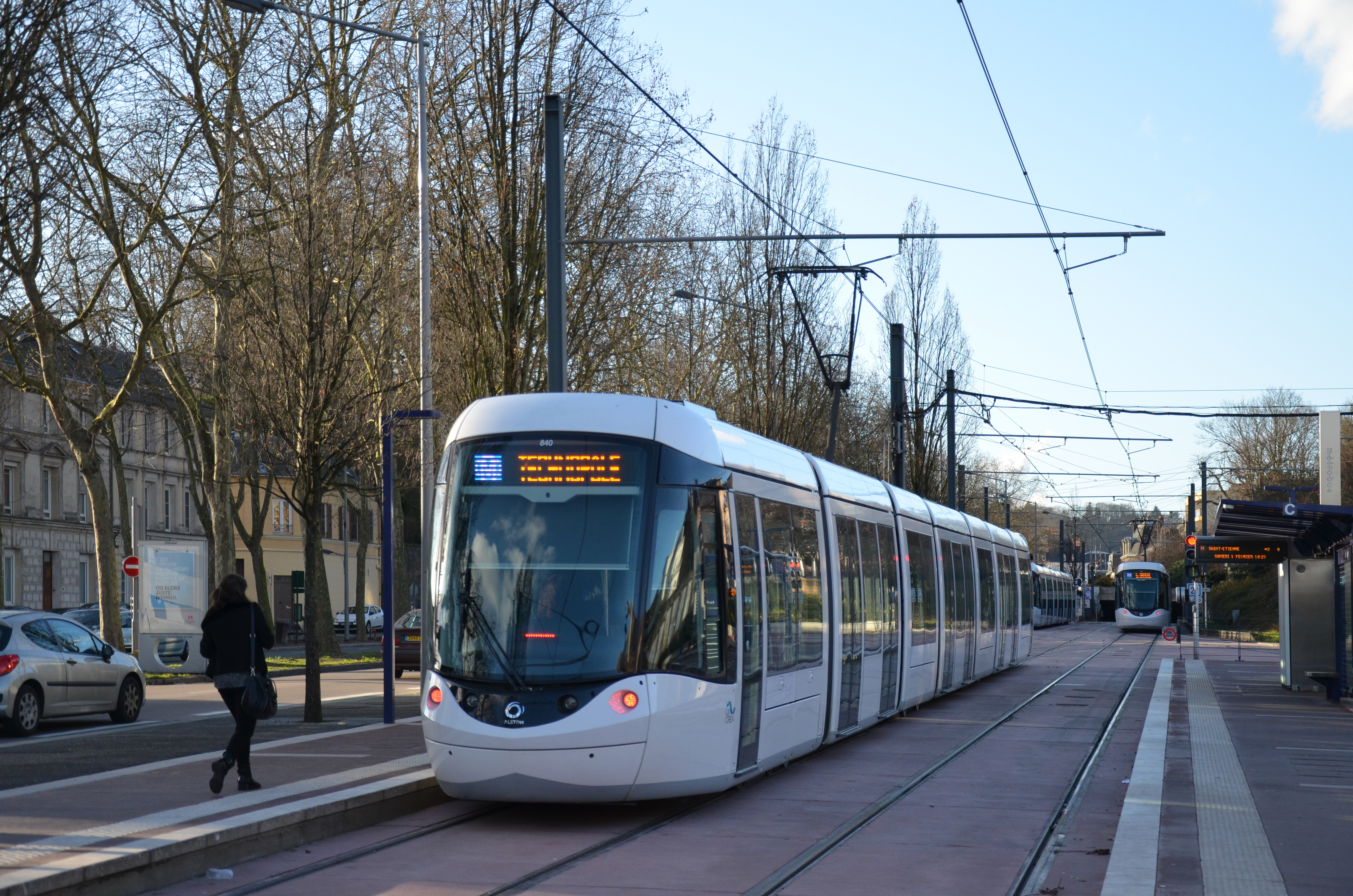
Rame du tramway de Rouen.

Sotteville-lès-Rouen est desservi par le tramway de Rouen depuis sa mise en service en 1994. La ligne Technopôle traverse la ville du nord au sud avec six stations à une fréquence d'une rame toutes les huit minutes en heure de pointe. Le tramway permet de rejoindre le centre-ville de Rouen en un quart d'heure et Saint-Étienne-du-Rouvray en quelques minutes.
Six lignes de bus dont trois à haute fréquence s'articulent autour de la ligne de tramway et offrent la possibilité de rejoindre des communes voisines non desservies par le tramway telles que Oissel.
La gare de Sotteville est desservie par des trains TER Normandie effectuant des relations entre Rouen-Rive-Droite et Mantes-la-Jolie ainsi qu'entre Yvetot et Elbeuf - Saint-Aubin.

## Toponymie
Le nom de la localité est attesté sous les formes latinisées Sota villa et Sotavilla dès 1020, Sotte ville vers 1050.
« Soteville » est un type toponymique commun en Normandie au Moyen Âge. Il est basé sur le surnom d'homme norrois Sóti (vieux danois Soti et Sote),, issu de sót « suie » (cf. anglais soot « suie ») et l'appellatif bien connu -ville « domaine rural, village », dont les colons anglo-scandinaves ont fait un large usage au Xe siècle et le plus souvent associé à un nom de personne.
La proximité de Rouen est exprimée par la préposition Lès, « à côté de », bien répandue en toponymie, avec une variante lez, du (latin latus).
Homonymie avec plusieurs Sotteville de Seine-Maritime et de la Manche, même anthroponyme contenu dans Sottevast, Manche également. Ils sont tous situés dans la zone de diffusion des toponymes scandinaves et propres à la seule Normandie.

## Histoire
C'est le long de la Seine que la ville s'est d'abord développée dans l'ancien quartier de l'église Notre-Dame-de-l'Assomption et les actuelles rue Pierre-Corneille, rue de Paris, rue Denis-Papin, rue Francisco-Ferrer, rue Littré, rue Dolet et rue d'Eauplet.

### Antiquité
Une population agglomérée vivait à l'emplacement de la ville dès la plus haute Antiquité. Des vestiges gallo-romains en témoignent : des sépultures, des objets domestiques, des bijoux, des poteries, des pièces de monnaie et médailles ― tous d'époque romaine ― ont été découverts dans le quartier de Quatre-Mares lors des travaux entrepris pour la construction du chemin de fer en 1842-1843. La présence de ces objets antiques s'explique par le passage de la voie romaine qui allait de Rotomagus (Rouen) à Lutetia (Paris) par Uggade (Caudebec-lès-Elbeuf) et Mediolanum (Évreux).

### Moyen Âge
Au XIe siècle, Sotteville est une bourgade s'étendant le long du chemin du Roi (aujourd'hui rue Pierre-Corneille). Elle comprend également le faubourg Saint-Sever, alors connu sous le nom d'Émendreville et peu habité. Celui-ci devra être cédé à Rouen en 1791 par décision de l'Assemblée constituante.
Lors du siège et de la prise de Rouen (1418-1419), pendant la guerre de Cent Ans, Henri V établit sur la Seine une estacade nommée Pont Saint-Georges barrant le fleuve à Sotteville.

### Temps modernes
En 1662, le père Nicolas Barré, béatifié par l'Église en 1999, et Françoise Duval ouvrent une école gratuite pour les filles de familles pauvres dont sortit, quelques années plus tard, la congrégation des Sœurs de l'Enfant Jésus, dite de la Providence de Rouen.

### Révolution française et Empire
Entre 1760 et 1790, les registres paroissiaux notent 3 554 naissances - 2 674 décès - et 855 mariages. Les hommes se marient en moyenne à 27 ans et les femmes à 26. L'espérance de vie à la naissance est de 30 ans.
L'industrie fait son apparition à Sotteville en 1804 avec la fondation des établissements Bertel, point de départ du développement du textile.

### Époque contemporaine
En 1843, l'arrivée du chemin de fer, avec la construction de la ligne du chemin de fer de Paris à la mer » (il faut 3 h 30 pour faire le trajet), transforme la commune en concentrant à Sotteville des installations d'entretien, de réparation et de construction ferroviaire (l'atelier de Quatre-Mares et l'atelier Buddicom, du nom de l'entrepreneur anglais William Buddicom créateur de l'usine construite aux Chartreux et dont la représentation de la locomotive homonyme figure dans l'ancien blason de la ville), et plus tard de triage.
La ville s'étend peu à peu. Le centre-ville (de l'époque) se constitue avec la construction de la mairie (inaugurée le 9 mai 1841) juste à côté de l'église Notre-Dame-de-l'Assomption et le marché qui s'installe devant.

La ville au tout début du XXe siècle
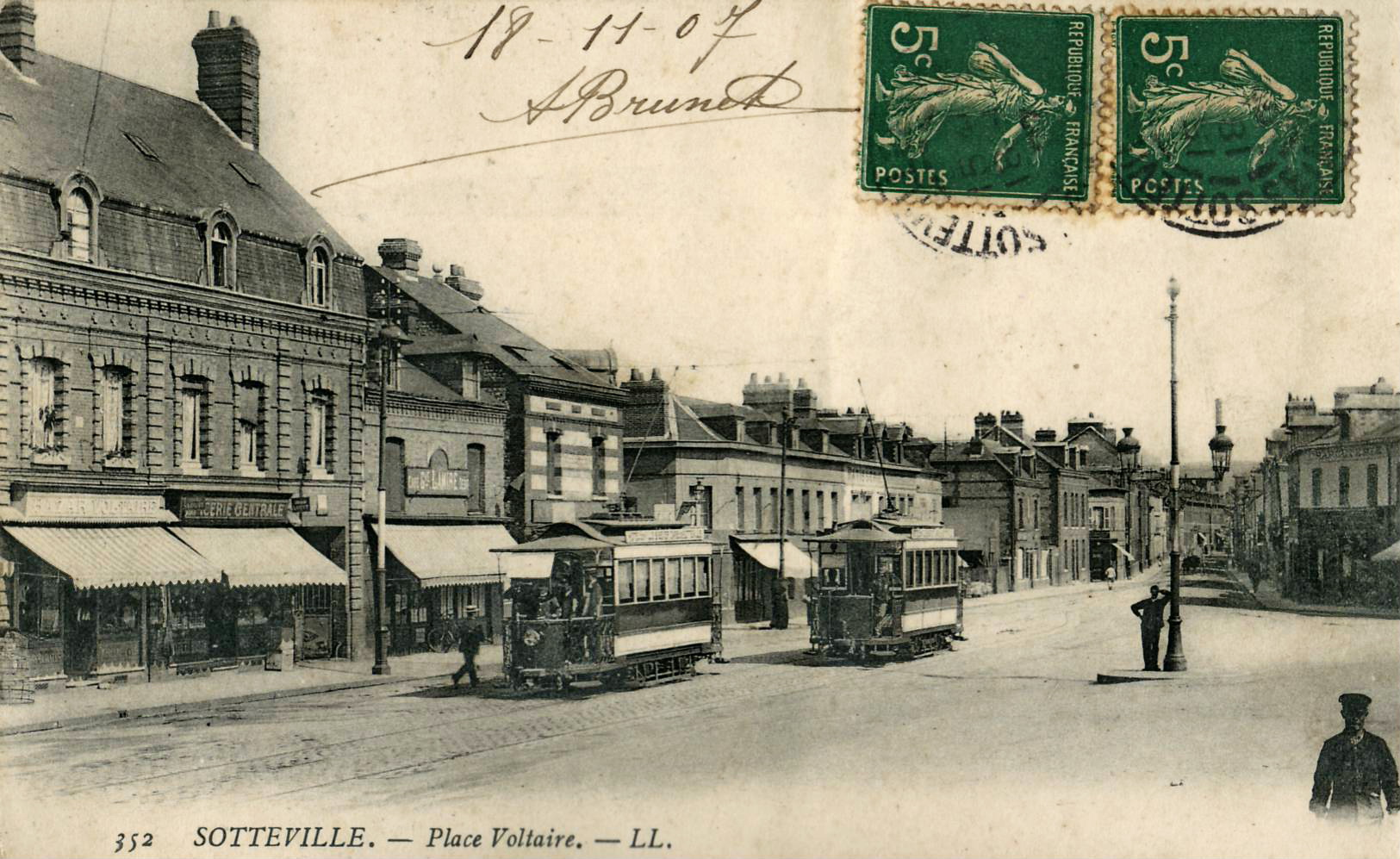
La ville était desservie par l'ancien tramway de Rouen de 1879 jusqu'aux années 1930.
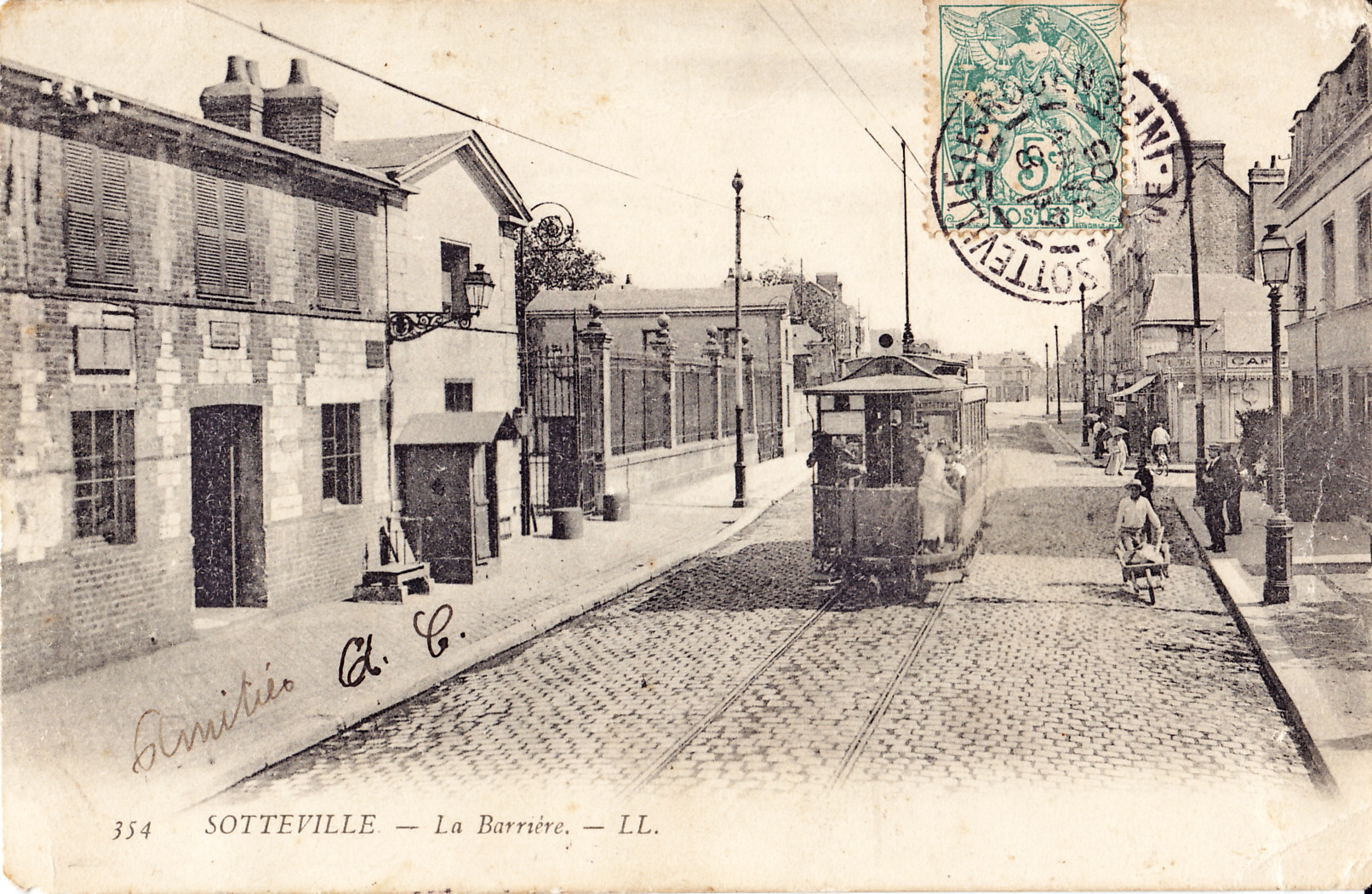
Tramway devant l'octroi, vers 1903.
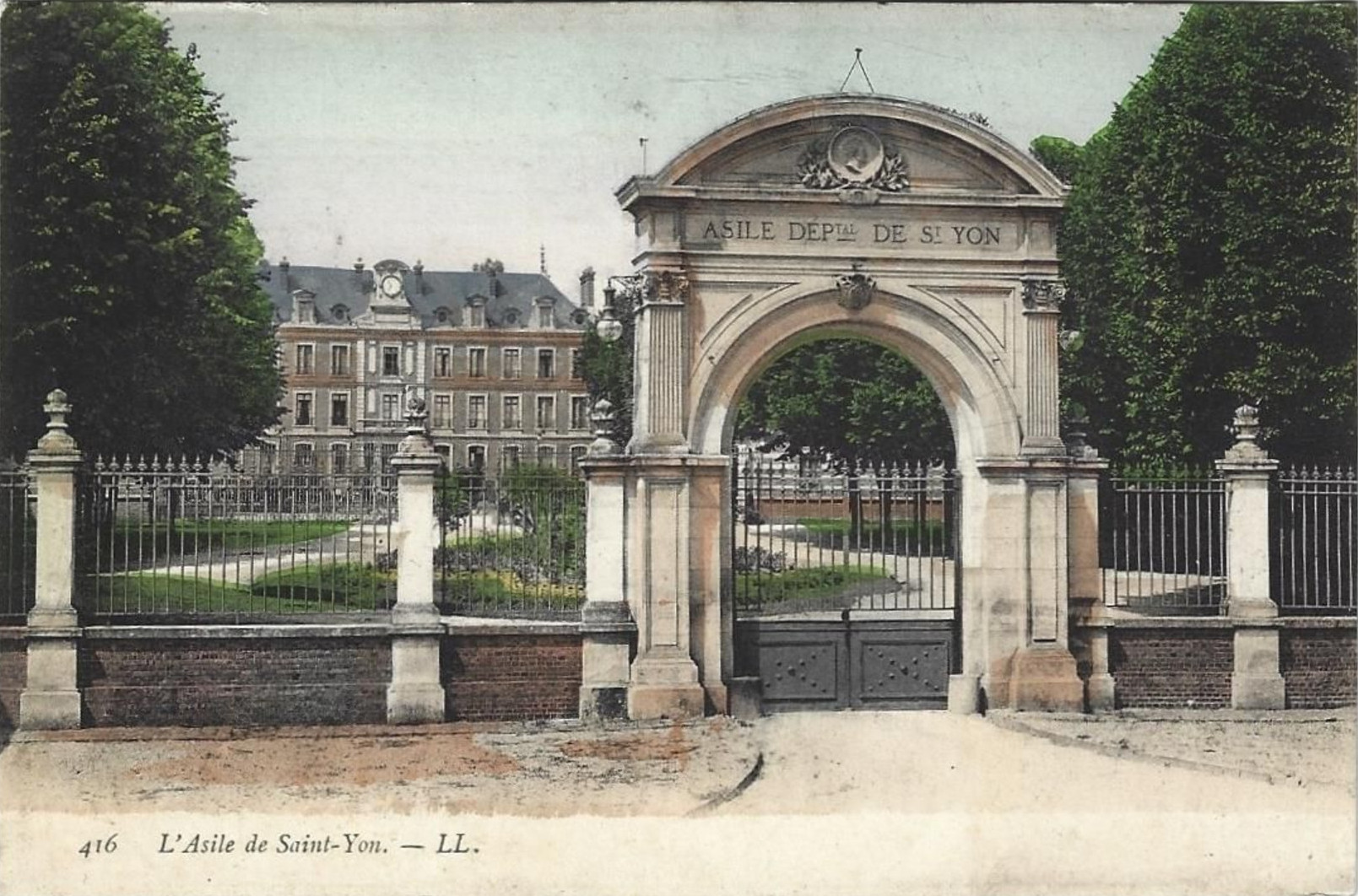
L'entrée de l'asile départemental de Saint-Yon

Lors de la Première Guerre mondiale, la gare de Sotteville est une des gares régulatrices permettant l'acheminement logistique des soldats et matériels de guerre vers le front,,.

#### Seconde Guerre mondiale
Du 4 septembre 1939 au 30 août 1944, l'aviation allemande puis les Alliés bombardent à 38 reprises la gare de triage.
Ces bombardements perturbent le trafic ferroviaire et sèment la mort et la désolation dans la ville. Celui de la nuit du 18 au 19 avril 1944 est le plus terrible. En une nuit, la ville est dévastée et le centre ville a quasiment disparu. Sotteville est libérée le 31 août 1944. Le bilan est lourd : 722 morts, un tiers de la ville détruit et un tiers endommagé.

#### Deuxième moitié duXXesiècle
La reconstruction de la ville est confiée à l'architecte-urbaniste Marcel Lods. Il crée la Zone Verte (aujourd'hui espace Marcel-Lods) à l'emplacement de l'ancien hôtel de ville. En piteux état à la fin de la guerre, le château des Marettes est démoli pour laisser place à l'actuel hôtel de ville. Le propriétaire du château, monsieur Petit, avait cédé une partie de ses terres pour la construction du centre hospitalier du Bois-Petit. Le reste du domaine des Marettes devient la (nouvelle) place de l'Hôtel-de-Ville (place du Marché), et le bois de la Garenne, infime partie conservée de l'immense domaine boisé des Marettes.
La reconstruction a tout simplement déplacé le centre ville du quartier Notre-Dame- de-l'Assomption vers la nouvelle place de l'Hôtel-de-Ville. Elle a aussi permis une restructuration complète de la ville.
En 1962, le marché s'installe sur la nouvelle place de l'Hôtel-de-Ville. Point final de la reconstruction, la mairie est inaugurée en 1971.
En 2002, le square Roland-Tafforeau (maire de 1947 à 1983) situé au pied des immeubles Garibaldi est inauguré pour rendre hommage à ce « maire de la reconstruction ».
La zone industrielle est créée en 1961 entre la gare de triage et la Seine. En 1966, l'île du Jonquay (anciennement île aux Cerises) a été rattachée à la rive gauche pour étendre la zone industrielle. En se prolongeant sur la commune de Saint-Étienne-du-Rouvray, c'est la plus grande zone d'activités économiques de l'agglomération de Rouen.
En 1994, avec l'arrivée du tramway, tous les axes qu'il emprunte sont rénovés et recomposés, avec notamment la création de la station Hôtel de Ville sur le quatrième côté de la place.

#### XXIesiècle
Dans les années 2000, la modernisation de la ville se poursuit avec la construction de la bibliothèque municipale et la mise en lumière des monuments.

## Politique et administration

### Rattachements administratifs et électoraux

#### Rattachements administratifs
La commune fait partie de l'arrondissement de Rouen du département de la Seine-Maritime. Pour l'élection des députés, elle dépend depuis 1986 de la troisième circonscription de la Seine-Maritime.
Elle était de 1892 à  1982 le chef-lieu du canton de Sotteville-lès-Rouen. Celui-ci est scindé par la loi du 12 mai 1892 et la commune devient le chef-lieu des cantons de Sotteville-lès-Rouen-Est et de Ouest. Dans le cadre du redécoupage cantonal de 2014 en France, cette circonscription administrative territoriale a disparu, et le canton n'est plus qu'une circonscription électorale.

#### Rattachements électoraux
Pour les élections départementales, la commune fait partie depuis 2014 est désormais le bureau centralisateur d'un nouveau canton de Sotteville-lès-Rouen et fait partie, pour sa partie nord, du canton du Petit-Quevilly
Pour l'élection des députés, elle fait partie depuis 1986 de la troisième circonscription de la Seine-Maritime.

### Intercommunalité
La commune était membre de la communauté d'agglomération de Rouen (CAR), créée le 1er janvier 2000 par transformation du district de l'agglomération rouennaise, qui, lui-même, provenait d'un SIVOM créé en 1965.
Cette communauté d'agglomération fusionné avec d'autres intercommunalités pour former, le 1er janvier 2010, la communauté d'agglomération Rouen-Elbeuf-Austreberthe (CREA).
Dans le cadre des dispositions de la loi de modernisation de l'action publique territoriale et d'affirmation des métropoles (Loi MAPAM) du 27 janvier 2014, la CREA est transformée le 1er janvier 2015 en  Métropole, sous le nom de Métropole Rouen-Normandie dont la commune fait désormais partie.

### Tendances politiques et résultats
Lors du second tour des élections municipales de 2014 dans la Seine-Maritime, la liste PS-PCF-EELV menée par Luce Pane obtient la majorité des suffrages exprimés, avec 3 943 voix (33,22 %, 24 conseillers municipaux élus dont 6 communautaires), devançant de 195 voix celle DVG menée par le maire sortant Pierre Bourguignon, qui a recueilli 3 748 voix (31,58 %, 6 conseillers municipaux élus dont 1 communautaire). 
Elles devancent nettement trois autres listes menées respectivement par, :
- Romain Barelle (FN, 1 644 voix (13,85 %, 2 conseillers municipaux élus) ;
- Stéphane Delahaye (UMP-UDI, 1 339 voix, 11,28 %, 2 conseillers municipaux élus) ;
- David Querret (EXG, 1 192 voix, 10,04 %, 1 conseiller municipal élu).

Lors de ce scrutin, 40,10 % des électeurs se sont abstenus.
Lors du second tour des élections municipales de 2020 dans la Seine-Maritime a lieu une quadrangulaire, où la liste menée par la maire sortante, Luce Pane (PS) obtient la majorité des suffrages exprimés, avec 2 787 voix (48,42 %, 27 conseillers municipaux élus dont 5 métropolitains), devançant les listes menées respectivement par, : 
- Alexis Vernier (LFI-EÉLV-PCF-G.s-GDS-E!, 1 582 voix, 27,48 %, 5 conseillers municipaux élus dont 1 métropolitain) :
- Stéphane Delahaye (RN, 843 voix, 14,65 %, 2 conseillers municipaux élus) ;
- Jean Eastabrook (LREM, 544 voix, 9,45 %, 1 conseiller municipal élu),

lors d'un scrutin marqué par la Pandémie de Covid-19 en France où 70,14 % des électeurs se sont abstenus.

## Équipements et services publics

### Enseignement

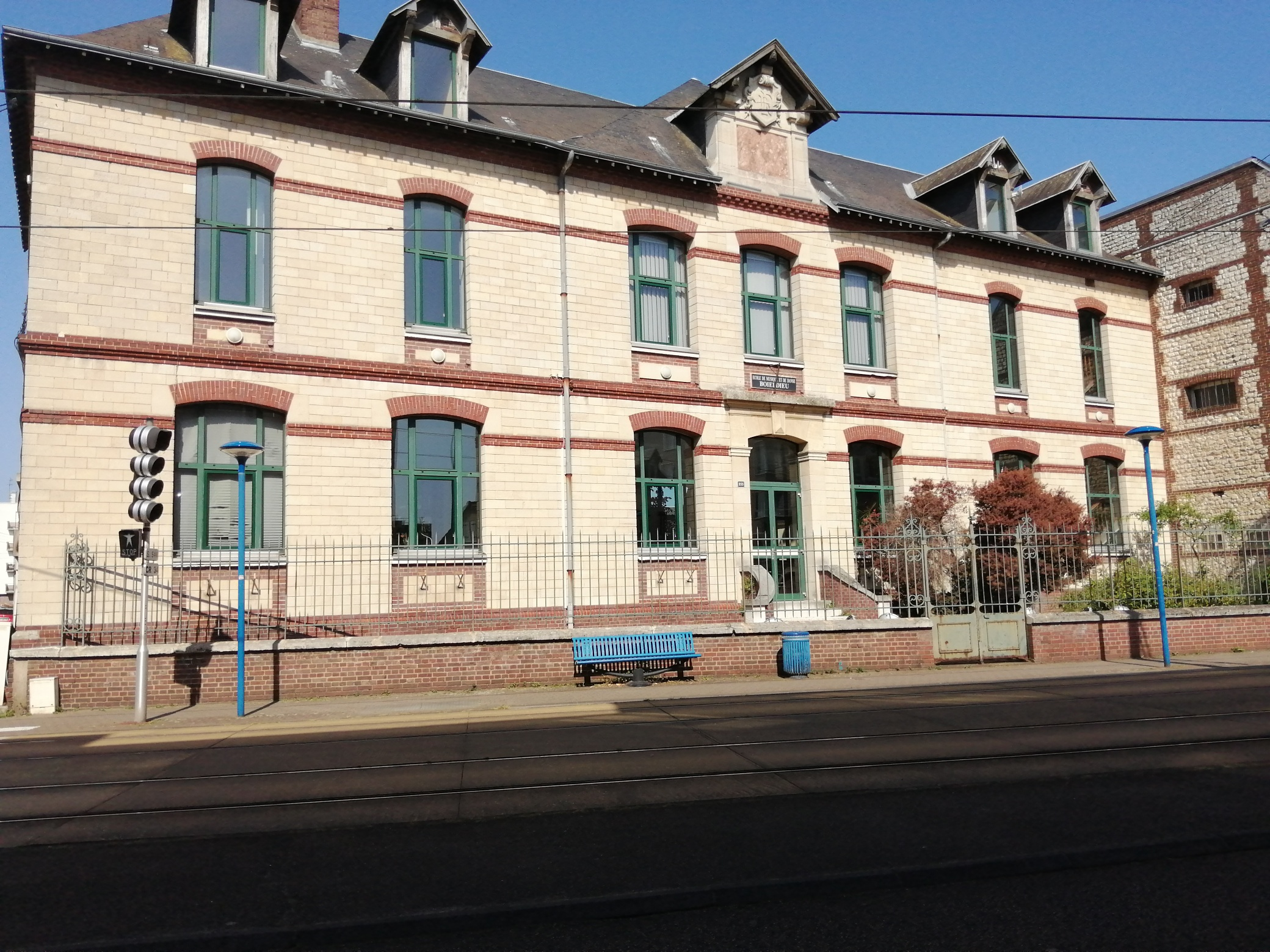
L'ancienne école Renan, actuel conservatoire à rayonnement communal de musique et de danses "école Boieldieu".

L'école municipale agréée de musique et de danse accueille plus de 500 élèves dans 20 disciplines différentes et 6 ensembles musicaux et vocaux. Elle possède un orchestre symphonique, une fanfare, d'harmonie junior et d'harmonie senior. Elle présente notamment un atelier jazz et un atelier salsa. Sa chorale présente essentiellement deux spectacles (celui de Noël et de fin d'année). Plusieurs concerts ont lieu au moment du Téléthon dans l'ensemble de la ville.
L'école de musique répond aussi à certaines demandes de la mairie et d'autres écoles sottevillaises (collège Émile-Zola par exemple), comme participer aux commémorations ou en faisant des concerts dans les maisons de retraite de la ville.[réf. nécessaire]

## Population et société

### Démographie
L'évolution du nombre d'habitants est connue à travers les recensements de la population effectués dans la commune depuis 1793. Pour les communes de plus de 10 000 habitants les recensements ont lieu chaque année à la suite d'une enquête par sondage auprès d'un échantillon d'adresses représentant 8 % de leurs logements, contrairement aux autres communes qui ont un recensement réel tous les cinq ans,.

En 2022, la commune comptait 29 039 habitants, en évolution de +0,17 % par rapport à 2016 (Seine-Maritime : +0,35 %, France hors Mayotte : +2,11 %).
| 1793  | 1800  | 1806  | 1821  | 1831  | 1836  | 1841  | 1846  | 1851  |
| ----- | ----- | ----- | ----- | ----- | ----- | ----- | ----- | ----- |
| 3 000 | 1 806 | 3 107 | 3 710 | 3 912 | 3 926 | 3 971 | 3 993 | 4 960 |

| 1856  | 1861  | 1866   | 1872   | 1876   | 1881   | 1886   | 1891   | 1896   |
| ----- | ----- | ------ | ------ | ------ | ------ | ------ | ------ | ------ |
| 8 851 | 8 890 | 10 630 | 10 592 | 11 763 | 13 092 | 15 304 | 16 384 | 17 192 |

| 1901   | 1906   | 1911   | 1921   | 1926   | 1931   | 1936   | 1946   | 1954   |
| ------ | ------ | ------ | ------ | ------ | ------ | ------ | ------ | ------ |
| 18 535 | 19 042 | 21 026 | 22 614 | 23 364 | 24 854 | 26 657 | 18 469 | 25 625 |

| 1962   | 1968   | 1975   | 1982   | 1990   | 1999   | 2006   | 2011   | 2016   |
| ------ | ------ | ------ | ------ | ------ | ------ | ------ | ------ | ------ |
| 33 443 | 34 495 | 31 659 | 30 558 | 29 544 | 29 553 | 30 076 | 28 679 | 28 991 |

| 2021   | 2022   | - | - | - | - | - | - | - |
| ------ | ------ | - | - | - | - | - | - | - |
| 28 965 | 29 039 | - | - | - | - | - | - | - |

Sotteville-lès-Rouen est la troisième ville la plus peuplée du département de la Seine-Maritime.

### Manifestations culturelles et festivités

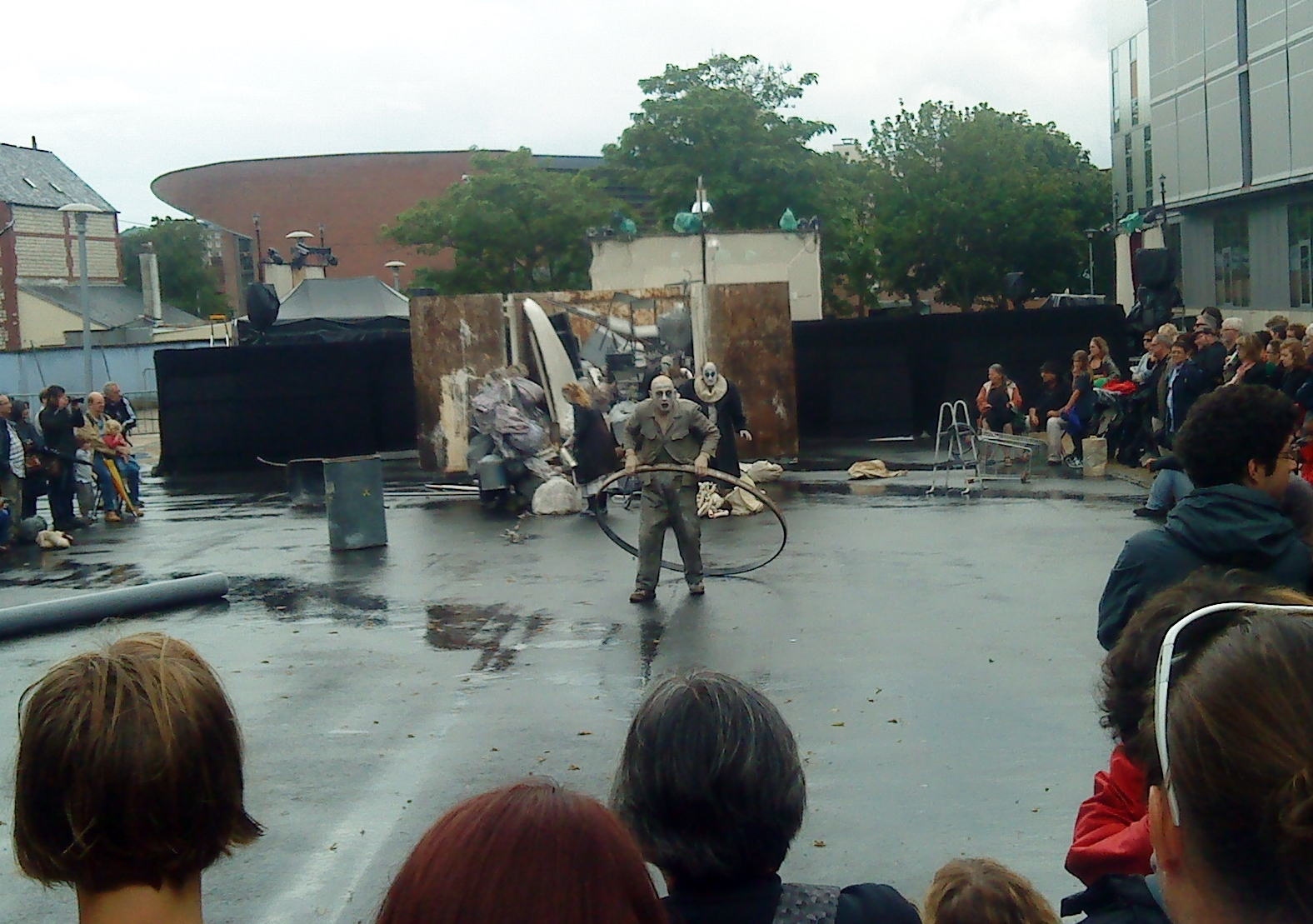
Spectacle intitulé Silence Encombrant (Barthélemy Bompard)
Festival Viva Cité 2012.

Arts de la Rue : Sotteville-lès-Rouen accueille tous les ans à la fin du mois de juin depuis 1990 le festival Viva Cité, un des premiers et plus importants festivals des arts de la rue d'Europe, l'évènement attire plus de 100 000 spectateurs chaque année. La plupart des spectacles sont basés dans le bois de la Garenne, situé derrière la mairie.
L’Atelier 231, devenu Centre National des Arts de la Rue en 2005, a en parallèle pour vocation d’accueillir en résidence des compagnies de théâtre de rue.

### Sports et loisirs
- Cyclisme : le club local a révélé quelques-uns des plus grands coureurs français, tel Jacques Anquetil.
- L'athlétisme est représenté à Sotteville-lès-Rouen, avec par exemple le décathlonien Alain Blondel (ancien champion d’Europe du décathlon en 1994 à Helsinki), ou le coureur de demi-fond Fouad Chouki. La ville a accueilli au stade municipal Jean-Adret les championnats de France d'athlétisme en juillet 2004, quelques semaines seulement avant le début des Jeux olympiques d'Athènes. Elle accueille aussi le Meeting international d'athlétisme de Sotteville-lès-Rouen.
- L'hippodrome des Bruyères a fermé ses portes en 2005.
- En septembre 2023 est inauguré un skatepark de 500 m2, situé dans le haut du Bois de la Garenne et baptisé du Madeleine Larcheron[50].

## Économie

Le chemin de fer à Sotteville
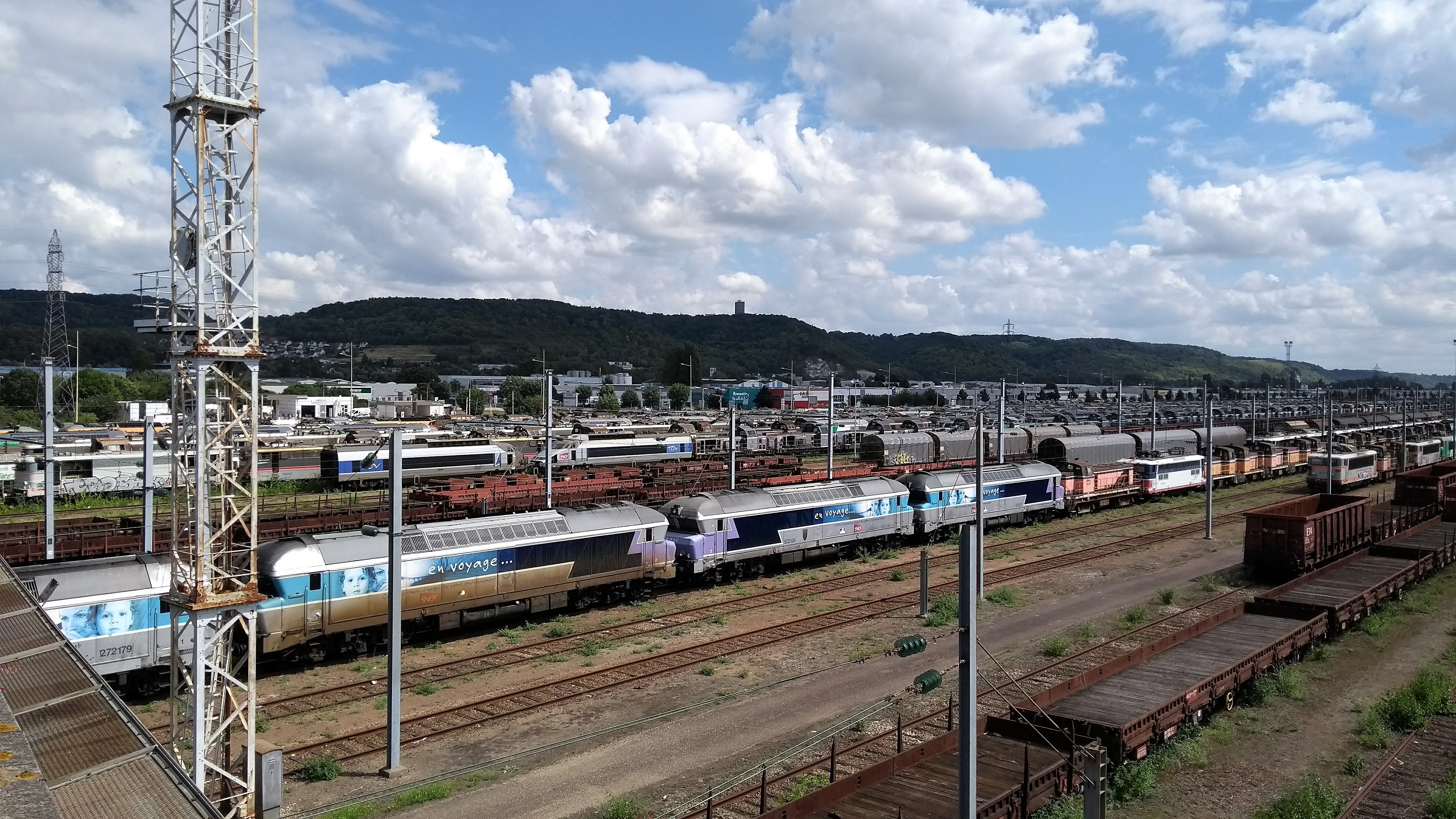
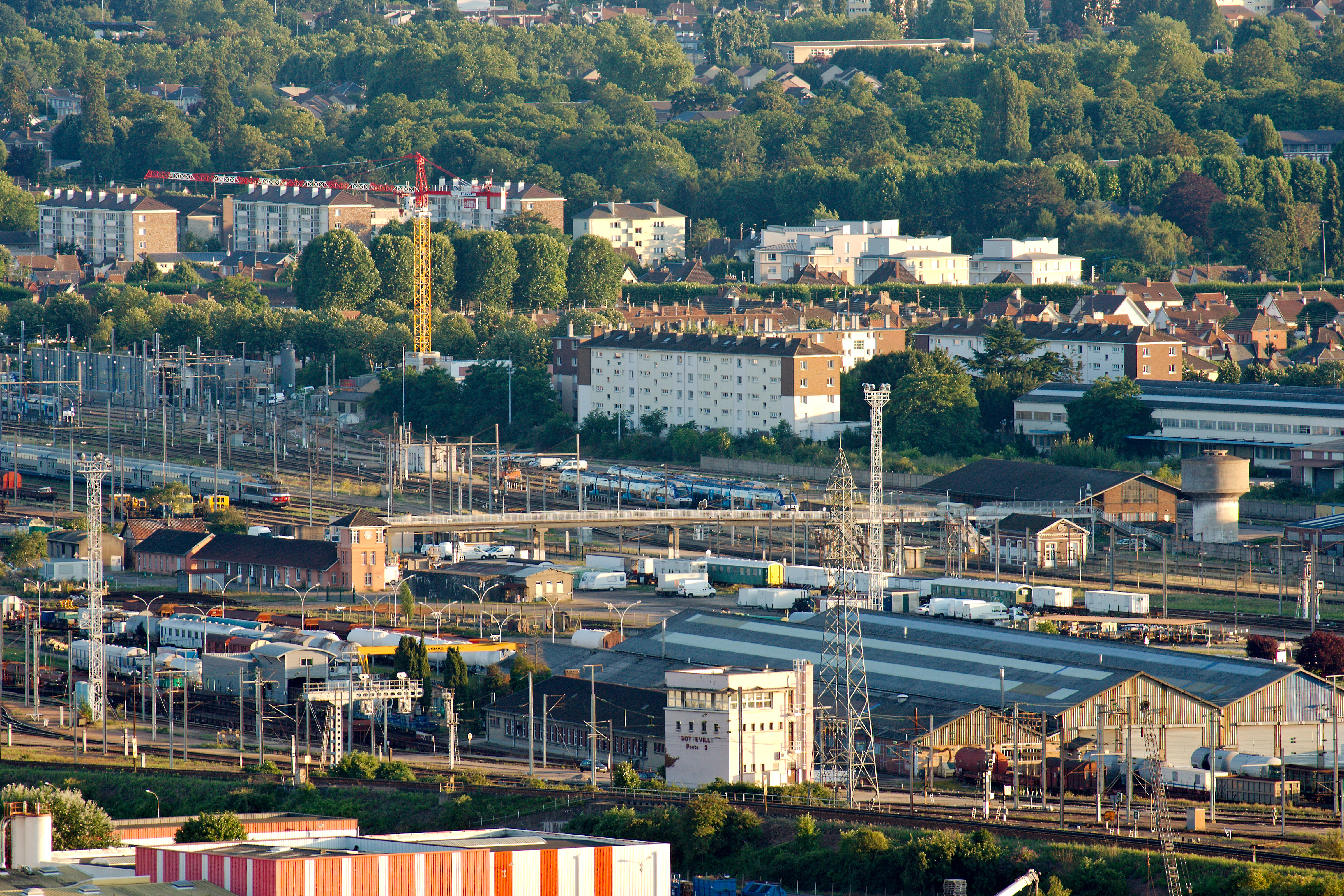
Le technicentre SNCF
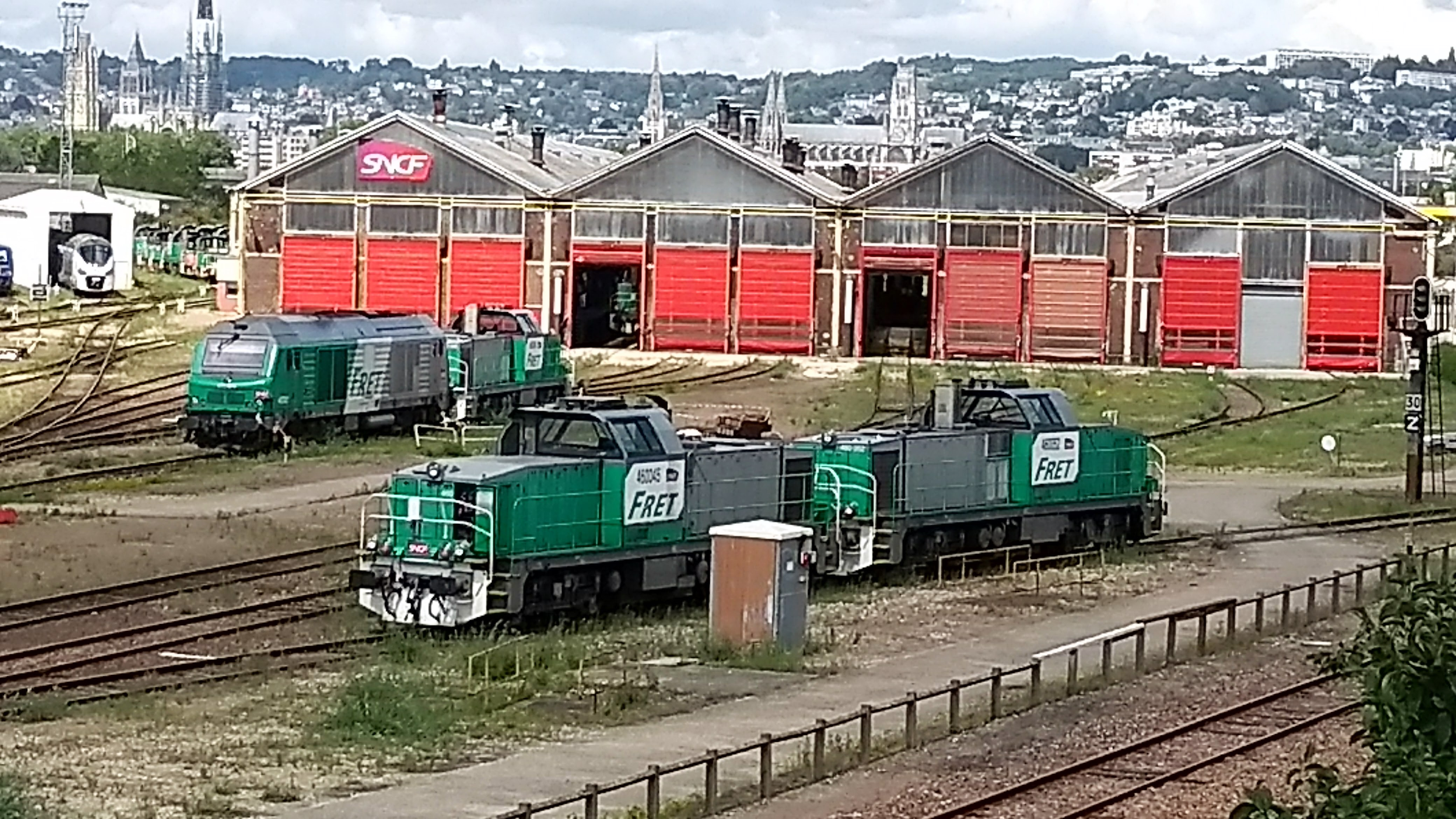

## Culture locale et patrimoine

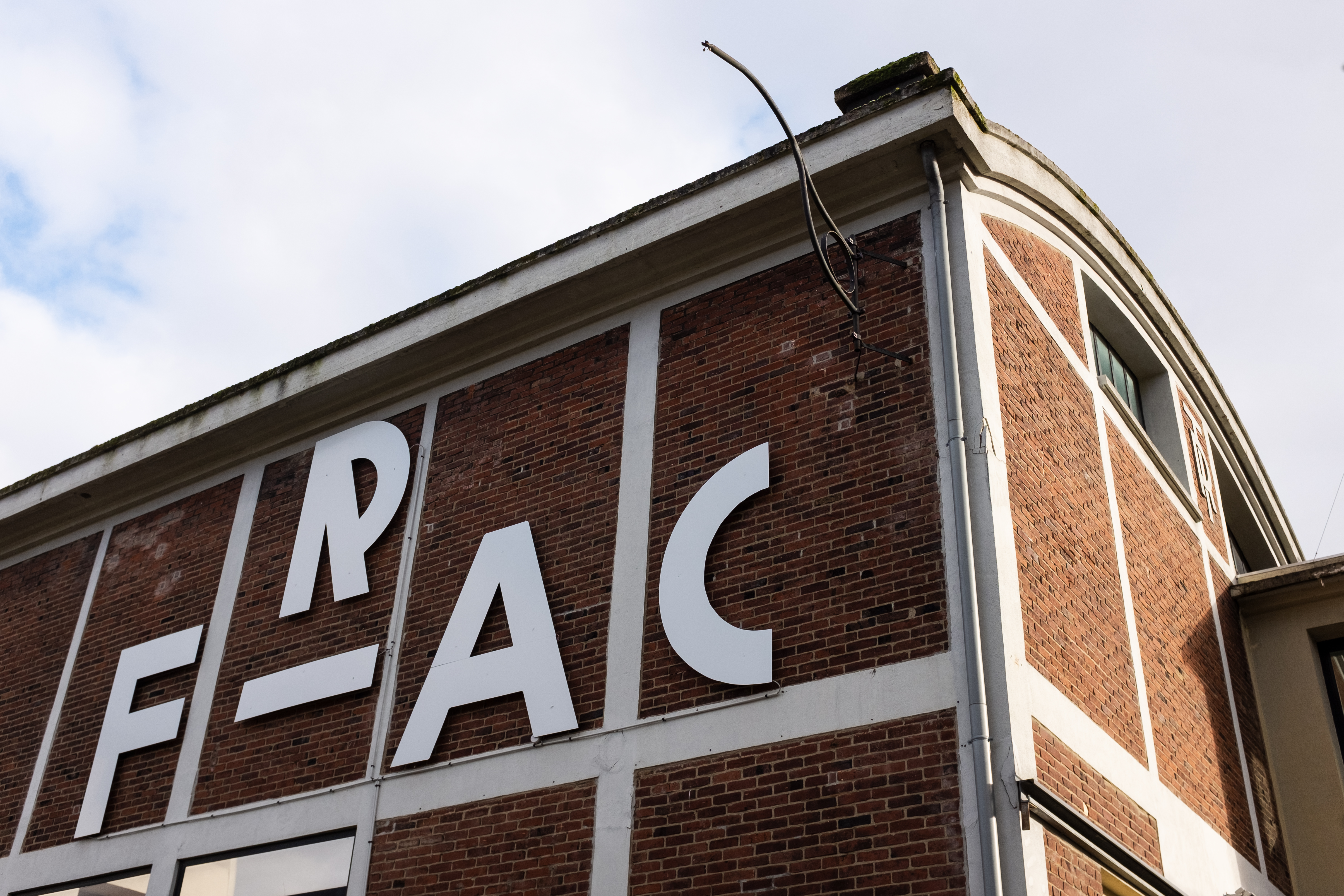
Le FRAC Normandie-Rouen.

Le Trianon Transatlantique est une salle de spectacle de 300 places avec une programmation variée (théâtre, chanson, rock, musiques du monde, etc.).
Le Fonds régional d'art contemporain Normandie Rouen se situe sur la commune.

### Lieux et monuments
Malgré son statut de « ville martyre » pendant la Seconde Guerre mondiale, dont une grande partie du patrimoine a disparu sous les bombes, il reste à Sotteville quelques éléments du bâti ancien et des monuments antérieurs à la guerre :
- 3 églises (Notre-Dame-de-l'Assomption, illuminée la nuit, Saint-Vincent-de-Paul et Notre-Dame-de-Lourdes)[51], l'avenue du 14-Juillet et ses platanes,
- demeures de style dans le quartier du Jardin des plantes (avenue des Canadiens)
- la place de Verdun (maisons en pierre et sculpture au-dessus du porche central représentant, entre autres, l'ancien blason de Sotteville)
- le centre hospitalier du Rouvray et son parc.
- le bois de la Garenne, situé entre la mairie et le centre hospitalier du Bois-Petit, poumon de Sotteville.
- le Trianon Transatlantique, salle de spectacles (400 places) sur l'avenue du 14-Juillet.

La ville compte plusieurs lieux de culte construits après-guerre :
- Église Notre-Dame-de-l'Assomption : 
Construite pour remplacer l'ancienne église du XIIe siècle devenue trop vétuste. En 1881, le conseil municipal décida que la devise républicaine « Liberté Égalité Fraternité » serait placée sur la façade de l'église. 19 avril 1944 : L'église est gravement endommagée par le 17e bombardement de Sotteville, le clocher, atteint de plein fouet s'est écrasé sur la nef. 9 octobre 1960 : Bénédiction des travaux de restauration et des deux nouvelles cloches. Récemment, la municipalité a mis l'église en lumière, soulignant l'intérêt architectural de l'édifice.
- Église Notre-Dame-de-Lourdes : 
C'est dans une ancienne carrière, au milieu de la rue du Madrillet à peine tracée, que sera construite la 2e église de Sotteville dans ce quartier qui se peuplait peu à peu. Elle fut bénite le 10 octobre 1926, sans son clocher. Celui-ci fut béni le 6 octobre 1929, en même temps que les trois cloches. À l'arrière de l'église, découvrez la copie de la grotte de Massabielle à Lourdes. Sous l'église, la crypte est consacrée à la mémoire des soldats morts au champ d'honneur lors de la Première Guerre mondiale[52]. Ses vitraux commémoratifs contiennent en médaillons les portraits de soldats morts pour la France[53].
- Église Saint-Vincent-de-Paul : 
Un baraquement qui avait servi de chapelle aux soldats anglais servit de chapelle provisoire. Elle fut bénie le 21 mars 1920 et, le 22 février 1929 elle fut roulée sur des rails 50 mètres plus loin pour laisser la place à la construction de la nouvelle église. La première pierre fut posée le 17 mars 1929. Son clocher est édifié en 1935. En 1939, elle est dotée d'un orgue réalisé par Gabriel d'Alençon[54]. Comme pour tout le reste de Sotteville, l'église a été gravement endommagée par les bombardements de la nuit du 18 au 19 avril 1944. Après restauration, elle a rouvert à Noël 1945.

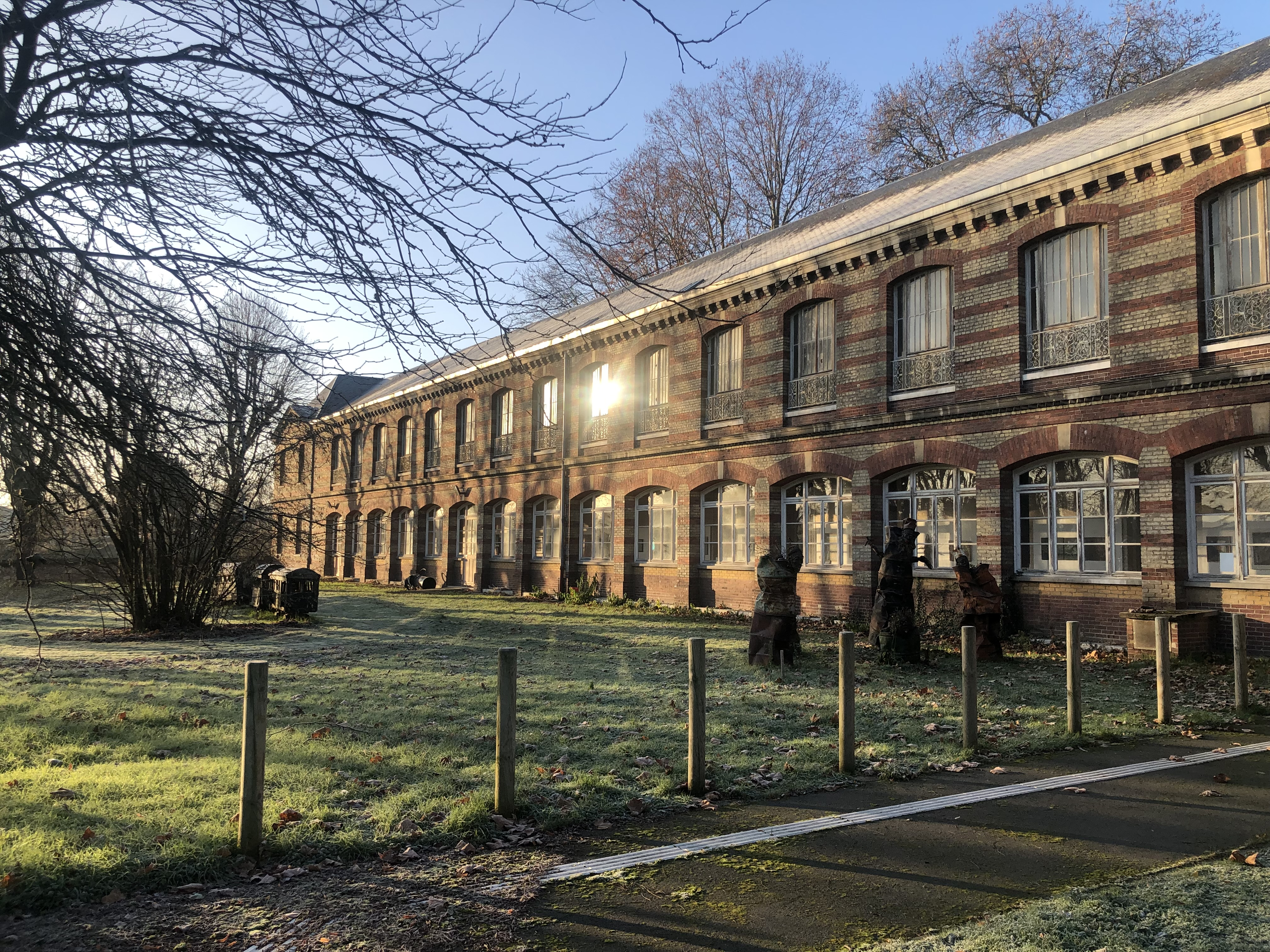
Le site du musée Art et Déchirure.

Le musée Art et Déchirure, implanté au Centre hospitalier du Rouvray, expose une collection d'art singulier rassemblée durant les divers festivals Art et déchirure qui se sont déroulés depuis trente ans.

### Personnalités liées à la commune
- Le moine Gontard (XIe siècle), médecin de Guillaume le Conquérant.
- Jehan de Sotteville (XIVe siècle), maître des « œuvres de charpenterie » de la ville de Rouen.
- Masseot Abaquesne, faïencier mort à Sotteville-lès-Rouen.
- Nicolas Barré (1621-1686), religieux du couvent des minimes de Rouen, qui a fondé sa première école à Sotteville où il est venu prêcher une mission en 1662. Jusqu’à sa mort, survenue à Paris en 1686, il s'est préoccupé de développer l'éducation populaire, à une époque où l'instruction était réservée à une élite. Béatifié à Rome le 7 mars 1999, Nicolas Barré continue à inspirer des milliers d'éducateurs du monde entier et il est devenu le 15 septembre 2000 patron de la toute nouvelle paroisse de Sotteville.
- Nicolas Colombel (1644-1717), peintre de Moïse défendant les filles de Jethro (1686). Ses principales œuvres sont exposées aux États-Unis, en Inde et en France.
- Narcisse Faucon (1857-1926), journaliste français né à Sotteville.
- Pierre Justin Ouvrié (1806-1879), peintre, y est mort.
- Charles-Théophile Féret (1858-1928), écrivain, poète, dramaturge né à Sotteville-lès-Rouen.
- Antonin Artaud (1896-1948), écrivain et poète français, est interné à Sotteville en 1937-1938. Un pavillon du Centre Hospitalier du Rouvray porte son nom.
- Albert Decaris (1901-1988) peintre (peintre officiel de la Marine), décorateur, graveur. Grand prix de Rome, né à Sotteville-lès-Rouen.
- Roger Tolmer (1908-1988), peintre né à Sotteville-lès-Rouen.
- Franck Innocent (1912-1983), peintre ayant vécu à Sotteville-lès-Rouen.
- Michel King (1930-2025), peintre né à Sotteville-lès-Rouen.
- Michel Grandpierre (1933-2010), homme politique né à Sotteville-lès-Rouen.
- Jacques Anquetil (1934-1987), figure marquante du sport cycliste a signé à l'AC Sotteville pour sa première licence amateur.
- Jean Jourden (1942-), coureur cycliste licencié dans le club local.
- Anny Duperey (1947-), comédienne, qui y a habité.
- Suzanne Salmon (1922-2006), romancière, née à Sotteville.

### Héraldique
| Blason de Sotteville-lès-Rouen | Blason  | Tranché : au 1er d'azur à la ruche d'or, ouverte de gueules, accompagnée de sept abeilles en vol et ordonnées en orle, au 2e de sinople à la locomotive ancienne « Buddicom » d'or, à la cotice de gueules bordée d'or brochant sur la partition ; au chef de gueules chargé d'un léopard d'or. |
| Blason de Sotteville-lès-Rouen | Détails | Le statut officiel du blason reste à déterminer. |

## Pour approfondir